# Courcelles-de-Touraine
Courcelles-de-Touraine – miejscowość i gmina we Francji, w Regionie Centralnym, w departamencie Indre i Loara.
Według danych na rok 1990 gminę zamieszkiwało 298 osób, a gęstość zaludnienia wynosiła 12 osób/km² (wśród 1842 gmin Regionu Centralnego Courcelles-de-Touraine plasuje się na 843. miejscu pod względem liczby ludności, natomiast pod względem powierzchni na miejscu 499.).